# Cine interactivo

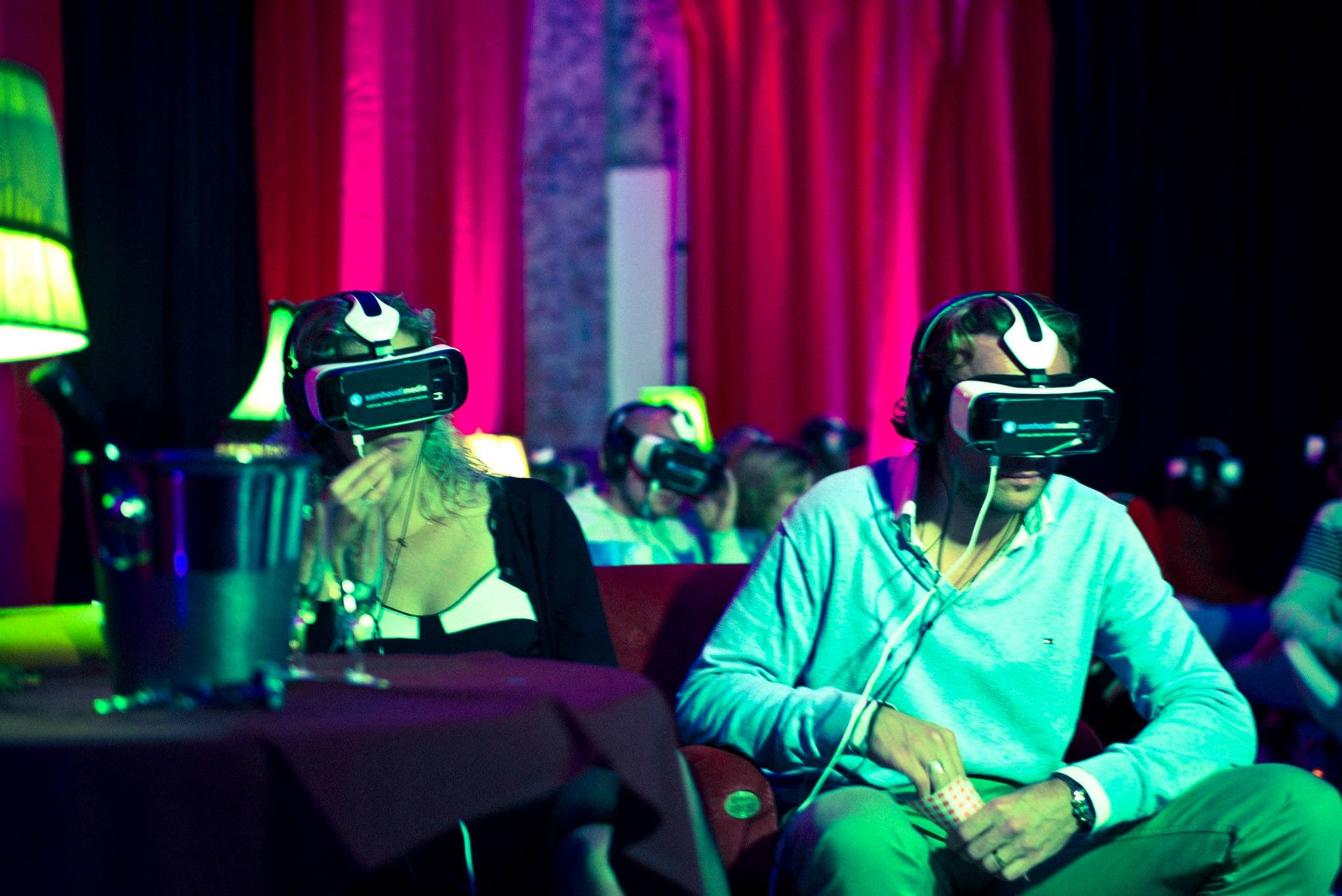
Cine virtual en Ámsterdam, en el 2015.

El cine interactivo es un tipo de arte que trata de dar a la audiencia un rol activo en el visionado de películas cinematográficas. Como base, tiene que dar importancia a un rol activo del espectador para completar la historia. 
Los diversos avances técnicos han permitido la libre elección, sin embargo lo principal es la identificación del espectador y su punto de vista respecto la trama.
La interactividad en películas es un concepto ciertamente poco explorado pero que ha dado mucho de que hablar. Las tres principales razones por las cuales este proyecto es digno de ser impulsado es por la identificación del usuario al sentirse partícipe de aquello que está viendo, por la posibilidad de pasar al espectador de una posición pasiva a una de activa, y por la importancia que han desarrollado los videojuegos en los últimos años. 
La primera película considerada interactiva es Kinoautomat del director checoslovaco Raduz Cincera presentada en la Exposición Universal de 1967 en la República Checa.
Actualmente, la disponibilidad de ordenadores para la visualización de vídeo interactivo ha hecho que sea más fácil crear películas interactivas.
Hoy en día, una de las cosas que más se parece a dejar interactuar al público son los fanes. Escriben aquello que quieren que suceda y a menudo los guionistas y realizadores toman sus ideas de esas pequeñas informaciones.

## Historia del cine interactivo[2]

### Precursores

#### Oz Project, Joseph Bates (1992-2002)
El Oz Project de Joseph Bates da la oportunidad al espectador de intervenir en la historia. Se trataba de un experimento donde decidió convocar a un público a una sala teatral y pidió un voluntario. La trama se centraba en unos chicos punks que estaban asaltando a un hombre ciego en una estación de autobús. El voluntario actuaba como un hombre que esperaba dicho autobús. Se le daba una pistola de juguete y se le decía que actuase como creía que debía hacerlo: ayudando al hombre, con o sin la pistola, o cogiendo el autobús. Este experimento fue la inspiración de algunos de los videojuegos violentos actuales. Todo se basaba en la identificación por parte de aquel que se encontraba inmerso en la situación, “qué pasaría si a mí me pasara esto?”.

### Concepto de no-linealidad
El cine convencional siempre ha sido concebido como un proyecto con continuidad de tiempo, espacio y acción. Con la presencia de nuevos tipos de estructura más enfocados a otros ámbitos, aparece el concepto de romper esa linealidad que había sido tan deseada. Tal y como señala Gilles Deleuze en su filosofía, la mente humana se basa en un conjunto de interrelaciones. Aunque estas se crucen entre ellas, no tienes por qué tener una relación directa, simplemente forman parte del mismo imaginario. Nuestro pensamiento funciona por asociación de ideas.
- Siglo XX. Grandes avances técnicos y las vanguardias, que se encargaran de transgredir todos los arquetipos ya conocidos.

- Memex, de Vannevar Bush (años 40). Cruce entre un ordenador y una biblioteca, almacenar y poder buscarlo luego de manera sencilla.
- Nuevos programas interactivos. La aparición de la MTV y muchos de sus realitys, o nuevos programas interactivos como Barrio Sésamo o más tarde Dora, la exploradora.
- Afternoon, a story, Michael Joyce (años 80). Obra de narrativa hipertextual e interactiva.
- NetArt. Introducciones de nuevas prácticas interactivas relacionadas con el desarrollo de la Web 2.0.

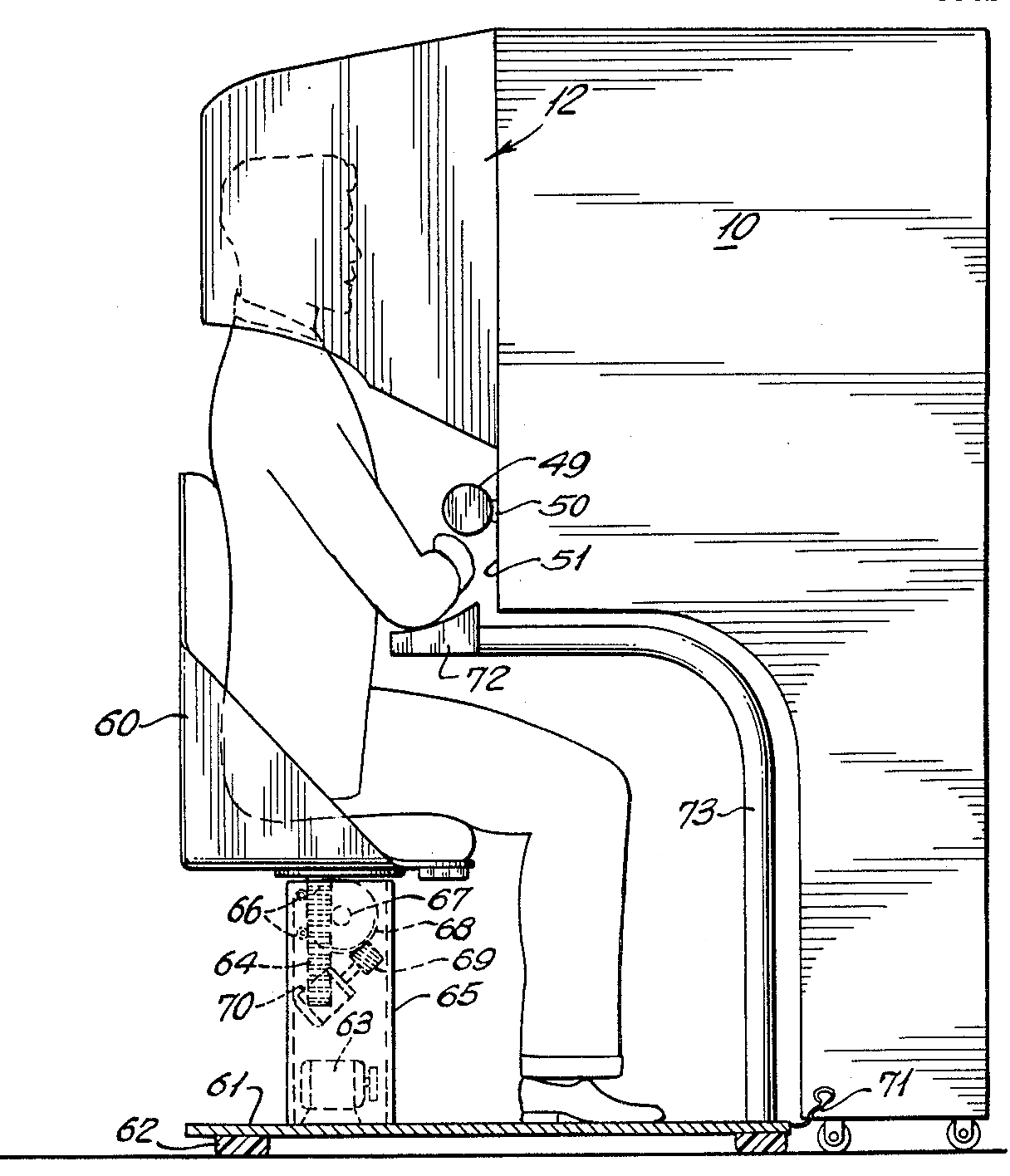
Sensorama, Morton Heilig, 1954

### Vanguardias
Las vanguardias nacen con la renovada sociedad tecnológica del siglo XX. A causa de un nuevo pensamiento, el arte también se transforma. Diferentes aportaciones estéticas y artísticas que basaban en una innovación constante y en el internacionalismo.
En este contexto, el cine consigue llegar a nuevas concepciones del mismo. Es la época de la modernidad, en la que cineastas como Godard o Truffaut dejarán atrás los modelos del clasicismo. Mediante estos nuevos conceptos, el cine interactivo dará sus primeros pasos. Hubo los primeros pasos con el llamado Cine Expandido, que quería dar importancia al sentido sensorial a través de pantallas envolventes, o el Sensorama, cine para un solo espectador.

## Obras del cine interactivo

### Kinoautomat (1967)
Kinoautomat fue la primera película interactiva del mundo, realizada por Radúz Činčera para el Czechoslovak Pavilion en la EXPO ’67 de Montreal. A lo largo de la película hay encontramos nueve momentos en que la acción se para y da paso a un moderador que aparece en el escenario para dejar que la audiencia decida entre dos escenas. Siguiendo los votos de la audiencia, la escena seleccionada se reproduce.
La película es una comedia negra, que se inicia con un flash-forward a una escena en la que el apartamento de Peter Novák (Miroslay Horníček) está en llamas. Sin importar las opciones escogidas, el resultado final siempre será el edificio en llamas, haciendo de esta película – tal y como Činčera pretendía – una sátira de la democracia. Otras interpretaciones son que set rata de una sátira del determinismo, de la idea que los humanos controlan su destino, o simplemente un aval de la aceptación de la diversidad y complejidad de la vida. Esta última interpretación sería en consonancia con otros estados de la cultura de finales de los sesenta, que cuestionaron la estructura y la autoridad social.
La versión presentada en Montreal fue traducida al inglés en Londres, y fue traducida a “One Man and his House”. La producción tuvo lugar en un cine hecho a medida, con motones instalados en cada uno de los 127 asientos, siendo uno verde y el otro rojo. El actor principal (Miroslay Horníček) representaba el papel de moderador fonéticamente, ya que no hablaba inglés. Mientras la audiencia emitía su voto, el resultado de cada elección se proyectaba en el lateral de la pantalla, con un panel numerado que correspondía a cada asiento y que se iluminaba en verde o rojo dependiendo de la elección tomada. El elemento interactivo se consigue mediante la conmutación de una tapa de la lente entre dos proyectores sincronizados, cada uno con un corte diferente de la película.
Kinoautmat dura 63 minutos y el lenguaje original es el checo.

#### Interactividad
El guion fue escrito de tal manera que las dos líneas argumentales convergen en cada punto de decisión, lo que significa que siempre había sólo dos escenarios posibles, en lugar de duplicar el número después de cada punto de decisión. Décadas después de la proyección original, la película fue transmitida por la televisión checa, con los dos carretes divididos en canales TC 1 y TC2, revelando el secreto de interactividad limitada. Radúz Činčera, que había rechazado inicialmente la proyección, cita más adelante insistiendo en que “Se sintieron engañados. Yo estaba en lo cierto. Fue un completo desastre."
Las opciones dadas a la audiencia en los puntos de decisión a lo largo de la película incluyen:
- Si el Sr. Novak debe dejar a una mujer, encerrada fuera de su apartamento y vestida solo con una toalla justo antes de que su esposa llegue a casa.
- Si el Sr. Novak debe ignorar un policía que le intenta parar durante la conducción.
- Si el Sr. Novak debe entrar en un apartamento a pesar de que un inquilino le bloquee el camino.
- Si el Sr. Novak debe eliminar a un portero bloqueando su camino cuando se trata de señalar un pequeño incendio.

#### Recepción
El proyecto fue bien recibido, con el escrito en The New Yorker: “El Kinoautomat en el pabellón de Checoslovaquia es un éxito grantizado de la Exposición Universal, y los checos deberían construir un monumento al hombre que concibió la idea, Radúz Činčera.” Inicialmente, los estudios de Hollywood estaban dispuestos a licenciar la tecnología, pero bajo el gobierno comunista el concepto de Kinoautomat era propiedad del estado, y nunca llegaron a hacer la transición. 
En 1971, poco después de un año de la exitosa proyección en Praga, la película fue prohibida por el gobernante partido comunista de Checoslovaquia. La hija de Činčera, Alena Činčera, sugirió que “todo este grupo de autores eran nombrados ‘políticamente inseguros’, no gustaban demasiado y pienso que esa era la razón principal de que la película fuera puesta a salvo, como muchas otras hermosas películas de los nombrados ‘New Wave’ (Nueva Ola), la edad de oro de la cinematografía checoslovaca”.

#### Referencia a otros trabajos
En la novela “La cuarta pared”, la trama del autor Walter Jon Williams gira en torno a una película moderna de Hollywood con una visión similar a la elección entre tramas. En un momento dado, los principales personajes de Williams observan y discuten el Kinoautomat, alegando que la interactividad limitada fue pensada como comentario político en las elecciones manipuladas bajo el régimen comunista.

### I'm Your Man (1992)
I’m your man es un cortometraje de 1992 que fue creado para exhibir la tecnología de cine interactivo Loews Theatres'. El público utilizaba palancas montadas en los asientos para realizar su voto entre tres opciones en seis puntos diferentes a lo largo de la película.

#### Producción
La película fue diseñada como la primera prueba de Interfilm, empresa de cine interactivo de Bob Bejan. La película fue rodada en 16 mm (Kodak), se transfirieron a discos láser y digital proyectada para permitir transiciones casi sin fisuras cuando el público tomaba sus decisiones. La actuación y dirección eran menos impresionantea; la película se rodó sólo en 6 días y Bejan no requirió una segunda toma de ninguna escena.
En muy tempranas interpretaciones de ambos, los actores de comedia Michael Ian Negro y Ben Garant aparecen como fondo en una escena de la fiesta.

#### Distribución
La película se estrenó en un teatro especial en el Loews en la calle 19 y Broadway en la ciudad de Nueva York en diciembre de 1992. Las entradas para el espectáculo de 20 minutos fueron de $ 3, y se dejó que los poseedores de entradas pudieran quedarse para el visionado tantas veces como quisieran. El coste del montaje de un teatro ya existente con el costo del equipo de votación necesarios fue aproximadamente de $ 70,000.00, y otros 42 teatros realizaron la inversión en 1993 y 1994. La película y la interactividad en sí, fueron bien recibidos por los adolescentes, pero desestimados por los críticos y aficionados al cine para adultos como "tan artificioso como gafas tridimensionales o scratch 'n' sniff" y "no como ver una película de verdad ... es más como enraizamiento de un equipo de baloncesto". Una común crítica es que los espectadores podían utilizar los controles en los puestos vacantes para votar más de una vez. Otra preocupación era que el acto de la votación llevaba a los espectadores a salirse de la historia; se pensó que la interacción en tiempo real obstaculizaba la experiencia de visualización, y los ingenieros comenzaron a trabajar en una tecnología alternativa que pretendía permitir a los usuarios personalizar las películas antes de que comenzara el visionado.
Aunque el formato finalmente fracasó debido a la falta de comercialización y la mala recepción de la audiencia, I’m your man fue lanzada a DVD en 1998 como parte de un segundo intento de vídeo interactivo.

### Policenauts (1996)

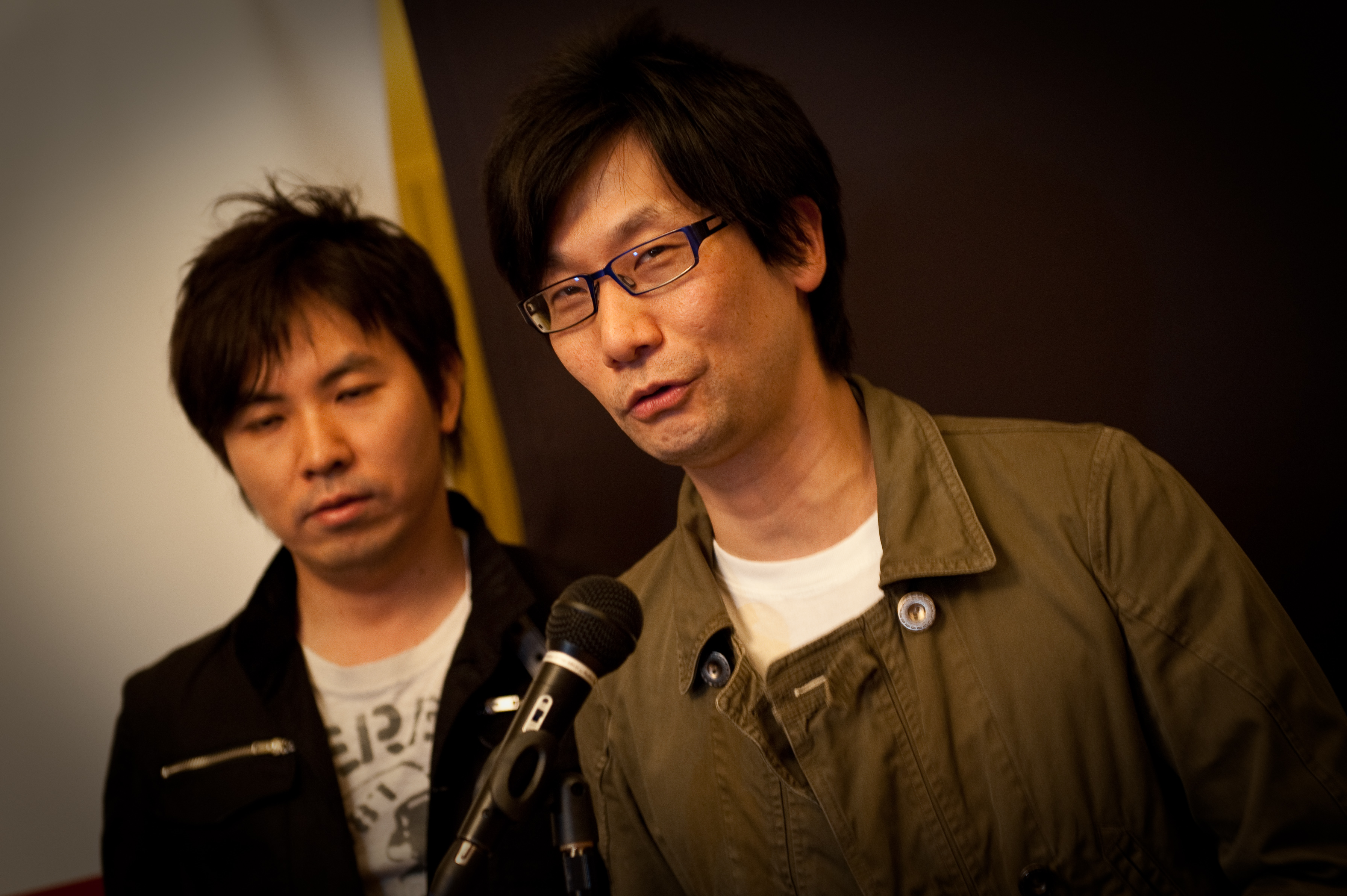
Hideo Kojima, creador del juego Policenauts.

Policenauts (ポリスノーツ Porisunōtsu?) es una película interactiva/novela gráfica/juego de aventuras con una historia de ciencia ficción escrita y dirigida por Hideo Kojima, y publicado por Konami. Fue lanzado inicialmente para la plataforma informática PC-9821 en 1994, seguido por las versiones rehechas para 3DO en 1995, y por Sega Saturn y PlayStation en 1996. El juego nunca ha sido oficialmente lanzado fuera de Japón, a pesar de los planes para traducir al Inglés la versión de Saturn. El 24 de agosto de 2009 (en honor al cumpleaños número 46 del diseñador del juego, Hideo Kojima), un parche de traducción no oficial al inglés fue publicado en internet.
Policenauts, como Snatcher anteriormente, contiene diversos homenajes a las obras ya existentes. Una obvia es las respectivas semejanzas de Jonathan y Ed (personajes principales) con Riggs y Murtaugh de Lethal Weapon (los personajes principales).  Otro es algunas escenas que se inspiran en la película de 1978 Coma. El juego también rinde homenaje a la antigua leyenda japonesa de Urashima Taro. El juego se centra en un detective que viaja a una colonia espacial para investigar las circunstancias que rodearon el asesinato de su exesposa y la repentina desaparición de su nuevo esposo.

#### Trama del juego
El juego se desarrolla principalmente en una perspectiva en primera persona y utiliza una interfaz de apuntar y hacer clic: el jugador puede mover el cursor y tienen el protagonista (Jonathan Ingram) analizar los objetos alrededor de su entorno o hablar con otros personajes en el juego. Al igual que en Snatcher, el juego cuenta con segmentos de disparos donde el jugador debe defender su personaje de los enemigos entrantes. El jugador puede utilizar el entrenador de tiro en el departamento de policía para poner a prueba sus reflejos y precisión. Hay numerosos puzles en el juego, incluyendo un evento donde el jugador debe desmantelar una bomba, siguiendo las instrucciones de su pareja.
Las versiones de consola del juego incluyen todo el apoyo de sus respectivos periféricos de ratón. La versión de Saturno cuenta con soporte para pistola de luz para los segmentos de disparo.

#### Historia
El juego se centra en Jonathan Ingram, uno de los cinco "Policenauts", los astronautas con formación policial, asignados a garantizar la seguridad de la Beyond Caoast, primera colonia espacial completamente funcional de la humanidad en el año 2013. Johnathan prueba un nuevo traje para desplacarse en el espacio, pero por accidente se pierde en él y es dado por muerto por sus colegas. Lo encuentran vivo y bien 25 años después gracias al módulo de sueño frío conectado al traje. Tres años más tarde, Jonathan (ahora un investigador privado que trabaja en Los Ángeles) recibe la visita de su exesposa, Lorena, que pide la ayuda de Jonathan en la solución de la desaparición de su actual marido, Kenzo Hojo, las únicas pistas que dejó atrás fueron una hoja rota, un conjunto de cápsulas, y la palabra "Platón". Jonathan es reacio a llevar su caso al principio, pero después que Lorena salga de su oficina, es atacada y asesinada por un hombre en un traje negro que va en moto. Jonathan, incapaz de atrapar al culpable, decide cumplir la última petición de su exesposa y viaja a Beyond, donde se reencuentra con su antiguo compañero de sus días LAPD, Ed Brown, que se compromete a ayudar a Jonathan a investigar las circunstancias que rodearon la desaparición de Hojo y el asesinato de Lorena.
Durante el curso de la investigación, Jonathan y Ed descubren que Becker y Tokugawa han estado involucrados en la ejecución de un anillo de drogas ilegales y el tráfico de órganos con el fin de contrarrestar los efectos secundarios negativos de estar en el espacio durante largos períodos de tiempo. Hojo había sido incluido en el negocio con el fin de salvar a su hija, Karen, y en última instancia quiso salir, siendo así asesinado. Durante un enfrentamiento con Becker, Jonathan graba la confesión de Becker sobre el sistema y tiene a Meryl retarnsmitiendo la grabación en vivo, dejando al descubierto el escándalo de los colonos. Ed salva Jonathan de la muerte, mientras que Meryl y la policía detienen a Tokugawa. Jonathan dona su médula ósea a Karen al enterarse de que él es su padre biológico, y regresa a la Tierra.

#### Desarrollo
Policenauts fue lanzado por primera vez para el PC-9821 NEC, el 29 de julio de 1994. El PC-98 se produjo en un CD-ROM que incluye un disquete de instalación. Todas las escenas de corte se representan con pixel art dibujado a mano en lugar de vídeo en movimiento completo. Antes de la publicación de la versión estándar del juego, Konami publicó los Policenauts: Piloto de disco para la 3DO, el 21 de abril de 1995. Este disco contiene una demo jugable, una enciclopedia de la historia de fondo del juego, cortometrajes, y la información sobre los actores que dan voz al juego. Policenauts: Private Collection fue lanzado para la PlayStation, el 9 de febrero de 1996, con gran parte del mismo contenido que el disco piloto, la adición de una versión anterior de la escritura del juego también. La enciclopedia, cortometrajes y entrenador de tiro se incluyen como características ocultas en la versión de Saturno.
La primera versión de la consola fue lanzado para la 3DO el 29 de septiembre de 1995, y consta de dos CD-ROM. Animadas escenas de corte se han añadido a esta versión junto con la animación por ordenador, y se rediseñaron todos los gráficos. Copias de edición limitada vienen incluidas con el ratón 3DO y una alfombrilla de ratón. La versión de PlayStation (19 de enero de 1996), también en dos discos, hizo nuevas adiciones digitalmente mediante la fijación de la mayoría de los gráficos y las películas de la versión 3DO. La última versión de la consola, lanzado para la Sega Saturn (13 de septiembre de 1996), en tres discos, añadió soporte para una pistola de luz virtual periférica de Sega Saturn. A pesar de que las versiones de consola del juego, la mayoría utilizan pistas de diálogos pre-existente de la versión original de PC-98, todos los actores de voz originales fueron trasladados a grabar nuevos diálogos para las nuevas escenas.
La versión de PlayStation ha sido reeditado dos veces. La primera vez fue en el marco del "Konami the Best" el 18 de septiembre de 1997. Una segunda reedición bajo la serie "Libros de PSone" fue lanzado el 7 de agosto de 2003. El juego ha sido añadido a archivos de juegos japoneses de la PlayStation Store el 15 de mayo de 2008, haciendo que el juego sea descargable para PlayStation portable y PlayStation 3.

##### Localización inglesa
La versión de Saturno de Policenauts fue anunciado oficialmente para un lanzamiento en Norteamérica por Konami en mayo de 1996. Una parte de la cubierta fue producida y presentada en un folleto promocional Sega empaquetado con ciertos juegos. Sin embargo, la versión norteamericana nunca fue lanzada. Según Kojima, se comenzó a trabajar en la versión norteamericana, pero los desarrolladores no fueron capaces de sincronizar el diálogo con las FMV English escenas de corte.
Una traducción fan de la versión de PlayStation se ha producido y se ha ganado la atención de los medios de comunicación de videojuegos. Aunque la traducción del contenido del juego estaba casi terminado por Marc Laidlaw y Artemio Urbina durante el verano de 2007, el proyecto de traducción no tenía un programador para completar la inserción de material traducido en una versión del juego, haciendo que el progreso se estancara.

#### Recepción
Tres revisores de gamefan la calificaon de 100, 94 y 92 sobre 100. Uno de los revisores dijo "Policenauts tiene una de las mejores historias de juego de la historia." Otro crítico dijo que "Pensando en los juegos de avenutras, realmente no se podría conseguir nada mejor que Snatcher", pero Konami “lo ha superado todo, desde la música más tan hermosa a los cines calidad profesional."
RPGFan una mosraba que el 97% era para la historia, el 95% para el sonido / música, 94% para los gráficos, el 80% para el juego, y el 80% para el control, con una puntuación global de 98%. Lo llamaron "una obra maestra" y llegaron a la conclusión de que, a partir de "los increíbles gráficos y banda sonora, la historia se vuelve convincente, Policenauts es un verdadero clásico."
El juego se caracterizó por ser un ejemplo temprano de una extensa grabación de voz en los videojuegos. También ofreció un tema que gira alrededor de la exploración espacial y de escenas full-motion de cortes de vídeo ocasionales. El modo de juego era muy similar alSnacher, pero con la adición de una interfaz de apuntar y hacer clic y algunos segmentos de acción en primera persona. Policenauts también introdujo pantallas de resumen, que actúan para refrescar la memoria del jugador de la trama al recargar una parada, un elemento que Kojima usaría más tarde en Metal Gear Solid.

## Campos relacionados con el cine interactivo

### Vídeo arte
El vídeo arte es una forma de arte que basada en imágenes en movimiento en un medio visual y de audio. El video arte entró en existencia durante finales de 1960 y principios de 1970, cuando se dispuso una nueva tecnología de vídeo de consumo fuera de la radiodifusión corporativa. El video arte puede tomar muchas formas: grabaciones en broadcast; instalaciones vistos en galerías o museos; obras transmitido en línea, distribuidos de cintas de vídeo o DVD; y actuaciones que pueden incorporar uno o más televisores, monitores de vídeo y proyecciones, mostrando imágenes "en vivo" o grabadas y sonidos.
El vídeo arte es el nombre de la cinta de vídeo analógica original, que fue más comúnmente utilizado la tecnología de grabación en los primeros años del formulario. Con la llegada de equipos de grabación digital, muchos artistas comenzaron a explorar la tecnología digital como una nueva forma de expresión.
Una de las principales diferencias entre el vídeo arte y el cine teatral es que el vídeo arte no necesariamente depende de muchas de las convenciones que definen el cine teatral. El vídeo arte no puede emplear el uso de actores, puede contener ningún diálogo, puede no tener la narrativa discernible o trama, o de adherirse a cualquiera de las otras convenciones que generalmente definen cine como entretenimiento. Esta distinción también distingue el arte de vídeo de subcategorías de cine (cine de vanguardia, cortometrajes o películas experimentales, etc.).

#### Orígenes
Aidan AM Linde es considerado como un pionero en el vídeo arte. En marzo de 1963 Nam June Paik mostró en la Galerie Parnass en Wuppertal la Exposition of Music – Electronic Television En mayo de 1963, Wolf Vostell mostró la instalación 6 TV Dé-coll / age en la galería de Smolin en Nueva York y crea el vídeo de Sun in your head en Cologne. Originalmente Sun in your head se hizo en una película de 16 mm y se transfirió 1967 a cinta de vídeo.

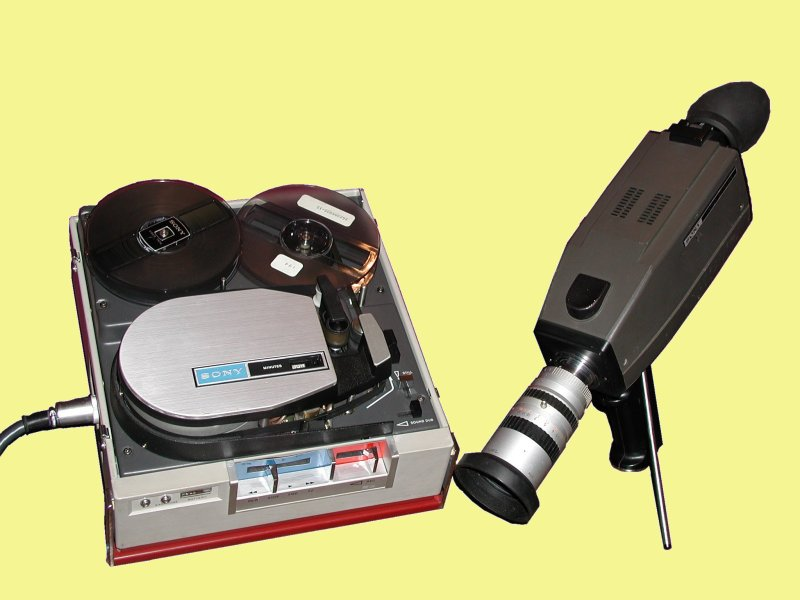
Sony AV-3400 Porta pak

Se dice que el vídeo arte realmente comenzó cuando Paik utilizó su nuevo Sony Portapak para grabar imágenes de la procesión del Papa Pablo VI a través de la ciudad de Nueva York en el otoño de 1965. Más tarde ese mismo día, a través de la ciudad en un café de Greenwich Village, Paik jugó con las cintas de vídeo y el arte nació.
Antes de la introducción de equipos de vídeo de consumo, la producción de imágenes en movimiento sólo estaba disponible para fines no comerciales a través de la película de 8mm y 16mm. Después de la introducción de la Portapak y su posterior actualización cada pocos años, muchos artistas comenzaron a explorar la nueva tecnología.
Muchos de los primeros artistas de vídeo prominentes eran los que participan en los movimientos concurrentes en el arte conceptual, el rendimiento y el cine experimental. Se incluyen americanos como Vito Acconci, Valie Export, John Baldessari, Peter Campus, Doris Totten Chase, Maureen Connor, Norman Cowie, Dimitri Devyatkin, Dan Graham, Joan Jonas, Bruce Nauman, Nam June Paik, Bill Viola, Shigeko Kubota, Martha Rosler, William Wegman, Gary Hill. Otros como Steina and Woody Vasulka estaban interesados en las cualidades formales de vídeo y empleaban sintetizadores para crear obras abstractas.

#### Vídeo arte en la actualidad
El avance de la tecnología ha ampliado los límites del arte vídeo. Ahora los teléfonos móviles, como el iPhone, están utilizando aplicaciones de realidad aumentada para alterar la forma en que se percibe el arte. La realidad aumentada superpone efectos digitales en una transmisión en vivo desde una cámara de teléfonos móviles.
El artista Amir Baradaran superpone movimientos para una transmisión en vivo de la Mona Lisa usando realidad aumentada. La aplicación AR permite al usuario introducir a su teléfono inteligente en la Mona Lisa de Da Vinci y ver la misteriosa dama italiana aflojar su cabello y envolver una bandera francesa a su alrededor en forma de un (actualmente prohibido) hijab islámico.
Aparte de sus implicaciones sociales, el proyecto tiene como objetivo establecer la legitimidad de la tecnología AR como medio artístico dentro del establishment del arte. Baradaran puede afirmar que la superposición de la realidad aumentada en la Mona Lisa ya forma parte de la colección permanente del Museo del Louvre hasta que se aprueban las reformas legales que hacen que la tecnología que altera ilegal.

### Videojuegos
Varios expertos han intentado mezclar la interactividad de los videojuegos con la narratividad de las películas. Este hecho es más sencillo de aplicar en los videojuegos, debido a que solo hace falta construir un mundo mucho más elaborado. Es por eso que se han dado a conocer muchos juegos relacionados con películas (como Star Wars) o juegos que se enlazan con la naturalidad y la realidad de los films (como los Sims). En el caso de las películas resulta más complicado. Tenemos que buscar algo que nos cree intriga, que nos lleve a preguntarnos qué pasará. La interacción se trata de una manera en la que los espectadores resultan activos e interesados, desean influir en aquello que están viendo. Paradójicamente, es contraproduccente. En la narratividad, si cambiamos una sola acción en el camino todo lo que sigue cambia y se transforma. Por lo tanto, hará falta que todo se relacione entre sí. Todas las posibilidades tendrán que estar entrelazadas para encontrar una lógica y una posibilidad de negocio.

### Arte interactivo
El arte interactivo es toda aquella práctica artística cuya instalación permite y requiere la interacción del espectador para alcanzar y realizar su propósito inicial como obra artística. Los primeros ejemplos de arte interactivo aparecen ya a principios del siglo XX, producto de las vanguardias que surgen en Europa como movimientos de renovación artística. De entre este amplio abanico de corrientes artísticas, las más próximas al arte interactivo (teniendo en cuenta sus fundamentos ideológicos) serían el Futurismo y el constructivismo, aunque escuelas como la Bauhaus compartirían también características con él, como la preponderancia de la creación colectiva frente a la individual, así como la integración de arte y tecnología en un mismo producto.
Con el desarrollo de nuevas tecnologías en los años posteriores, el arte interactivo fue evolucionando con ellas, utilizándolas para experimentar y trabajar con las nuevas posibilidades de interacción obra-espectador que estas ofrecían. 

#### ZKM
El Zentrum für Kunst und Medientechnologie (o ZKM) es a día de hoy una institución cultural única a nivel mundial representante de la vanguardia del arte digital e interactivo, aunque sin dejar de lado las artes clásicas. Es fundado en 1989 como museo y con la misión de perpetuar las artes clásicas en la era digital. En palabras de su fundador, Heinrich Klotz, ZKM podría describirse como la "Bauhaus de las artes Electrónicas o Digitales". Aparte del propio museo, la institución cuenta con laboratorios y demás instalaciones que permiten el llevar a cabo investigación, producción y desarrollo científicos.
Junto con el Museum of Contemporary Art, el Media Museum, la Media LIbrary, el Institute for Visual Media, el Institute for Music and Acoustics y el Laboratory for Antiquated Video Systems, el ZKM tiene disponibles un amplio abanico de posibilidades para el desarrollo de proyectos interdisciplinares y colaboraciones internacionales. EN su labor, el ZKM junta producción e investigación, exhibiciones y eventos, mediación y documentación. El ZKM es, por tanto, capaz de responder y reaccionar a la rápida evolución y desarrollo de las tecnologías de la información, así como a la transformación de las estructuras sociales. Para esto el ZKM lidia tanto en los planos teóricos como en los prácticos innovando en las tecnologías de la comunicación y la información, las teorías y opiniones artísticas, y las transformaciones sociales que los anteriores factores desencadenan.